# Forte Varisello

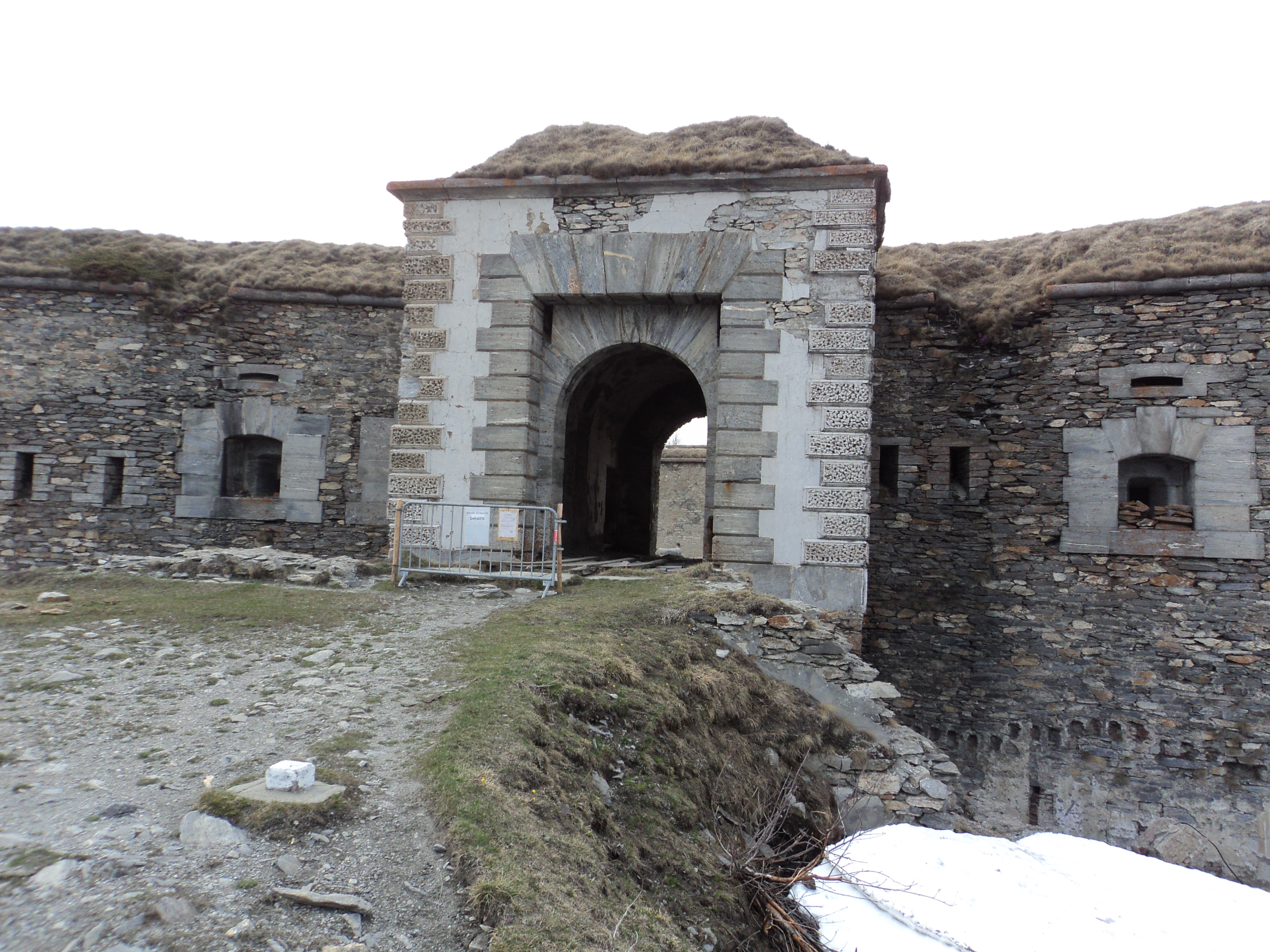
L’ingresso del forte

Il forte Varisello (Fort de Variselle in francese) è ora il più grande dei 3 forti del primo sbarramento del Moncenisio (forti Cassa, Varisello e Roncia). Centro del comando della piazza, è sito sull'altura del Varisello ed è un'opera a pianta pentagonale a fossa a due piani e dotata di ordini di fuoco sovrapposti. Era servito dalla diramazione di 700 metri (Strada del forte Varisello) della strada militare che, partendo dalla borgata Gran Croce di Venaus, si inerpicava lungo le pendici del monte Varisello giungendo sino alla Batteria Pattacroce.

## Pianta

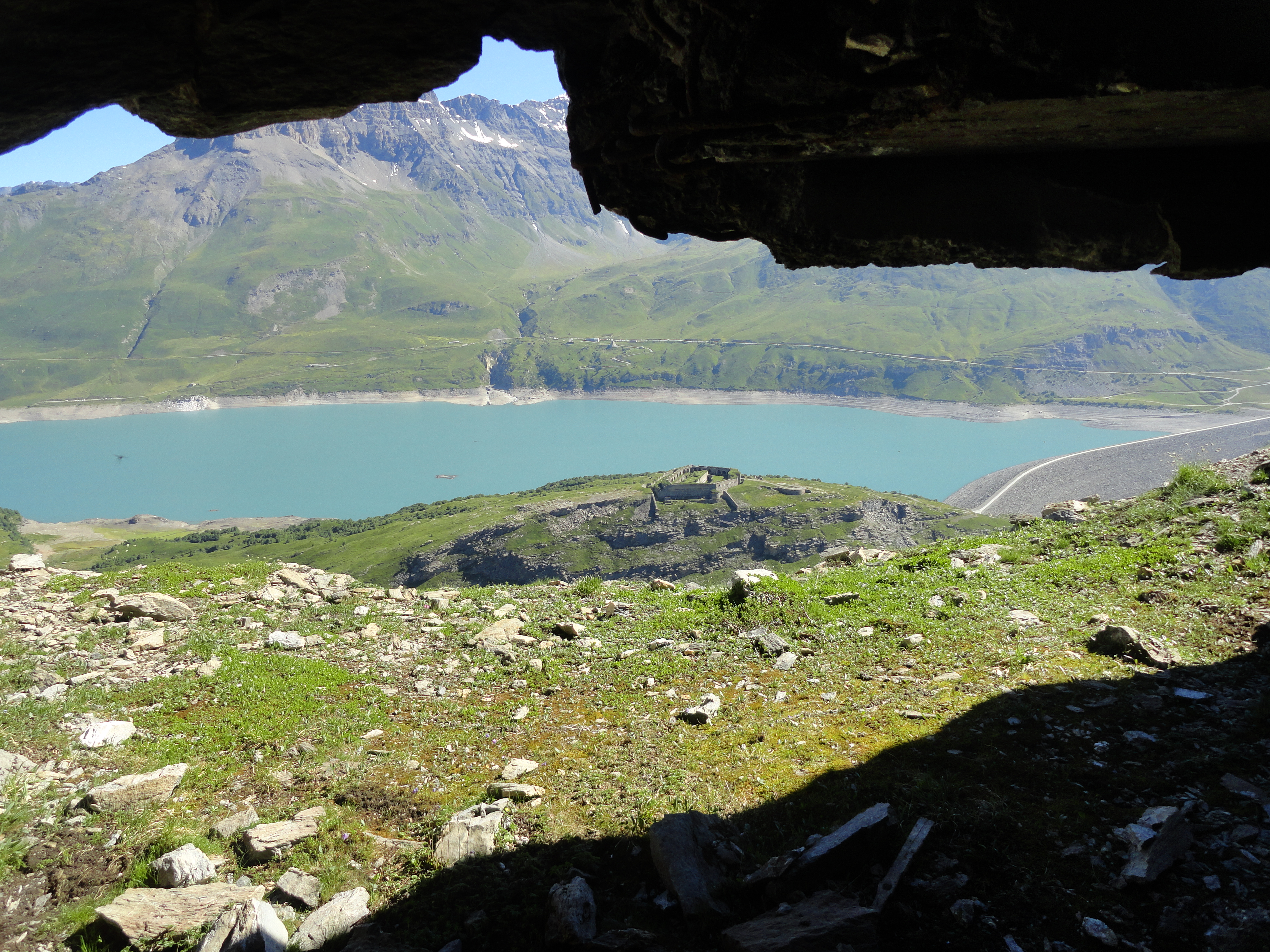
Il Forte Varisello e il Lago del Moncenisio visti da una casamatta in caverna della Batteria B2 del Caposaldo Malamot

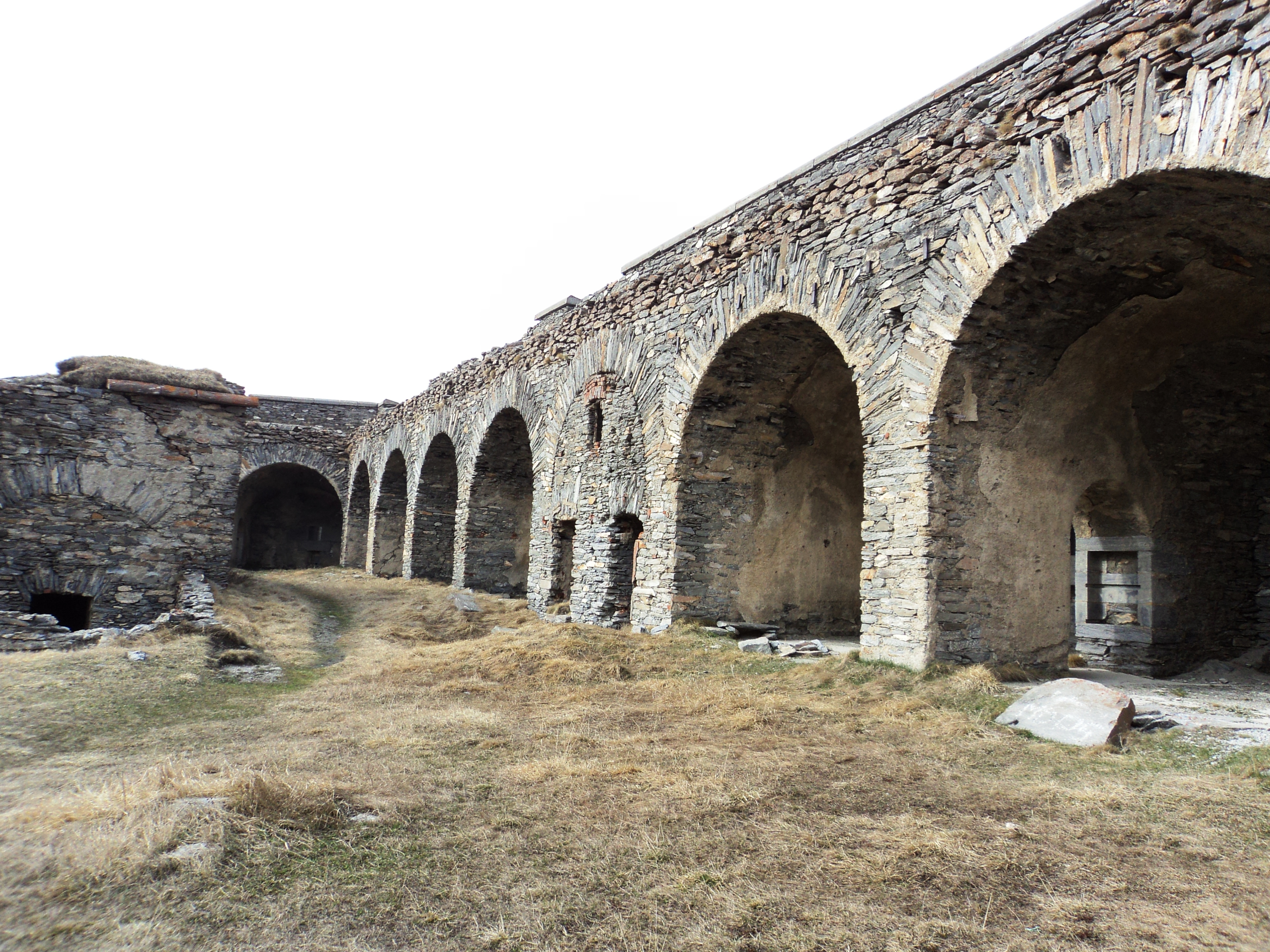
Interno del forte, con le casematte del piano superiore

Il forte venne costruito tra il 1877 ed il 1883 sulla cima del monte Varisello a pianta pentagonale con fossato di protezione e con le stesse dotazioni tecniche dei vicini forte Roncia e forte Cassa, ossia a due piani con ordini di fuoco sovrapposti. Il piano superiore era completamente casamattato e dotato di 2 cannoniere rivolte a nord, est e sud; non tutte queste casematte erano armate, in quanto i 7 cannoni 12 ARC Ret potevano essere spostati nella direzione di fuoco più necessaria al momento dell'utilizzo. I cannoni 12 ARC Ret erano rivolti verso settentrione e battevano tutta l'area del pianoro del Moncenisio compresa tra il colle stesso e l'ospizio (assieme agli armamenti dei forti Roncia e Cassa), mentre i cannoni 15 ARC Ret, rivolti verso occidente, coprivano la zona compresa tra l'Ospizio e l'imbocco della strada che conduceva al colle del Piccolo Moncenisio. Il piano inferiore vi erano 4 postazioni per gli mortai 15 Ret e file di feritoie per i fucilieri, posizionate in modo da coprire l'intero fossato. Erano poi presenti anche 3 casematte sul fronte di gola per coprire la zona attorno alla Gran Croce e due pilastrini su cui erano installate delle mitragliatrici per coprire lo spiazzo attorno al ponte levatoio d'ingresso.
Vista la funzione di centro di comando della piazza, il forte era anche dotato di un grande deposito di munizioni per i 420 uomini di presidio dello stesso e per le fanterie mobili operanti nella zona; inoltre erano presenti anche l'infermeria, magazzini per i viveri e forni per la cottura del pane. Era altresì presente una stazione eliografica-ottica che metteva in comunicazione il forte con le altre opere della zona ed il Forte Pampalù di Susa; vi erano anche dei proiettori elettrici che erano utilizzati per l'illuminazione notturna della zona del pianoro del Moncenisio, e tra il 12 ed il 17 luglio 1883 questi proiettori furono utilizzati per i primi esperimenti di illuminazione notturna di un campo operativo militare in Italia.
Al forte si accedeva tramite un ponte levatoio posto sul fossato davanti al portale d'ingresso; l'avancorpo quadrato del blocco d'ingresso era affiancato da cannoniere in conci di pietra. Il muro di controscarpa segue il perimetro dell'intera opera, interrotto solo sul lato occidentale in seguito ai danni provocati dai cannoneggiamenti del 1909 - 1910. Il cortile interno è occupato, al centro, dall'edificio rettangolare che ospitava gli alloggiamenti delle truppe ed i locali logistici: per accedervi si scendeva ad un piano inferiore del cortile tramite una rampa carrettabile. La caserma, su due piani ha il lato rivolto verso le casematte suddiviso in un piano terra con un ampio porticato ed il primo piano con un loggiato ad archi; la scala per salire al piano superiore è a metà dell'edificio, che all'interno è suddiviso in stanze e camerate.
Le casematte del piano superiore del forte sono intercomunicanti tra loro tramite passaggi laterali ed hanno tutte delle pietre angolari a protezione dell'apertura delle cannoniere con, sul pavimento, l'alloggiamento del rocchio in ghisa del cannone. Le postazioni dell'ordine inferiore, invece, sono dotate di feritoie in fila per il posizionamento dei fucili. Le caponiere del fossato sono raggiungibili dalle casematte inferiori e, tramite quella posta nell'angolo sud-ovest, si può raggiungere la polveriera del forte, capace di 100 tonnellate di polvere da sparo, scavata in galleria sotto il piazzale antistante l'ingresso dell'opera.
Verso la metà degli anni ottanta del XIX secolo venne realizzata la batteria esterna del Varisello, un'opera di appoggio al forte posizionata lungo la strada di accesso al medesimo: la Batteria era suddivisa in una sezione a valle composta da 2 postazioni a valle e 4 a monte, e tutte e 6 erano dotate di cannoni 15 GRC Ret in barbetta con i magazzini ed i locali di caricamento posizionati in galleria lungo la strada militare del Pattacroce.

## Vita del forte
L'operatività del forte fu alquanto ridotta nel tempo: già nel primo decennio del Novecento venne parzialmente disarmato in quanto le sue strutture in muratura non erano adatte a resistere ai colpi delle granate torpedini; venne utilizzato, tra il 1909 ed il 1910, come bersaglio per le prove di tiro di artiglieria dei nuovi cannoni 149 A e per valutare gli effetti dei nuovi proietti sulle murature in pietra.
A seguito del bombardamento, il lato occidentale del forte subì gravi danni ed il crollo pressoché completo delle casematte: data la scarsa resistenza della tecnica costruttiva delle fortificazioni in pietrame ai nuovi tipi di armi da artiglieria, il 10 gennaio 1910 i forti Varisello, Roncia e Cassa del Moncenisio vennero radiati dal novero delle fortificazioni attive e furono utilizzati solo come magazzini ed alloggi per le truppe di stanza in zona.

## Il forte oggi
In seguito alla sconfitta dell'Italia nella seconda guerra mondiale ed alle condizioni del trattato di Parigi, la zona del pianoro del Moncenisio venne ceduta alla Francia e, di conseguenza, anche il forte. Attualmente la costruzione è in buone condizioni di conservazione, escludendo i danni nettamente visibili e riferibili ai cannoneggiamenti, effettuati dallo stesso Regio Esercito italiano per esercitazione, del 1909 - 1910. Il forte non è visitabile all'interno per pericolo per l'instabilità della struttura e pericolo di crolli.